# On the Road (programma televisivo)
On the Road è stato un programma televisivo trasmesso nella seconda serata estiva di Italia 1 dal 2004 al 2005, a metà strada tra reality show e documentario.

## Il programma
Basato sul format statunitense della FOX The Simple Life, il programma vedeva come protagonisti alcuni personaggi televisivi inviati a esplorare alcuni stati stranieri.
La prima stagione del programma inizia a luglio 2004, la domenica in seconda serata e narra le avventura dalla coppia del Grande Fratello Pasquale Laricchia e Victoria Pennington in giro per il Texas. Dato il successo della prima stagione, viene deciso di proporne un'altra con delle novità: la metà è la Spagna e i protagonisti sono due coppie: una, Alessia Fabiani e Mascia Ferri, l'altra, Giada De Blanck e Alessia Ventura e va in onda sempre in seconda serata, ma di venerdì. Nell'estate successiva viene riproposto sempre con due coppie: una composta da Alessandra Pierelli e Sara Tommasi e l'altra dalla ex-letterina Ludmilla Radchenko e l'ex-GF Carolina Marconi. In questa edizione la destinazione è la Florida e le due coppie erano spiate dai tronisti Diego Conte e Francesco Lucchi e dalla modella Charlotte Crona. La produzione del programma fu affidata ad Andrea Iannuzzi (capo progetto e produttore esecutivo) ad Alessandro Allaria ed a Francesco Urru; gli autori erano Mariangela Panarelli e Diego Faleri. I collegamenti con l’Italia erano gestiti da DJ Ringo che, assieme ad un gruppo di altre ragazze (Francesca D'Auria, Francesca De Rose, Francesca Martinez), mostrava alcuni luoghi del Molise. La regia e il montaggio dell’intera terza edizione fu affidata ad Antonio Cosentino ed al suo staff

## Edizioni
| Edizione | Titolo                  | Rete     | Periodo                | Protagonisti        | Protagonisti       | Protagonisti        | Protagonisti        | Nazione visitata      |
| -------- | ----------------------- | -------- | ---------------------- | ------------------- | ------------------ | ------------------- | ------------------- | --------------------- |
| 1ª       | On the road             | Italia 1 | luglio 2004            | Pasquale Laricchia  | Pasquale Laricchia | Victoria Pennington | Victoria Pennington | Stati Uniti (Texas)   |
| 2ª       | On the road             | Italia 1 | agosto 2005            | Giada De Blanck     | Alessia Fabiani    | Mascia Ferri        | Alessia Ventura     | Spagna                |
| 3ª       | On the road             | Italia 1 | luglio - agosto 2006   | Alessandra Pierelli | Carolina Marconi   | Sara Tommasi        | Ludmilla Radchenko  | Stati Uniti (Florida) |
| 4ª       | Disconnessi On the Road | Italia 1 | settembre-ottobre 2021 | Paolo Ciavarro      | Paola Di Benedetto | Paola Di Benedetto  | Giulia Salemi       | Italia                |

## Disconnessi On the Road
Dal 23 settembre al 23 ottobre 2020 viene trasmesso in seconda serata su Italia 1 il programma Disconessi On the Road, idealmente una nuova edizione del programma in cui Paolo Ciavarro, Paola Di Benedetto e Giulia Salemi compiono un viaggio avventuroso alla scoperta di vari luoghi d'Italia.